# Sarophorus cicatricosus
Sarophorus cicatricosus là một loài bọ cánh cứng trong họ Bọ hung (Scarabaeidae).